# قطعنامه ۱۸۳۵ شورای امنیت
قطعنامه ۱۸۳۵ شورای امنیت در تاریخ ۲۷ سپتامبر ۲۰۰۸ توسط شورای امنیت سازمان ملل علیه ایران با ۱۵ رأی موافق تصویب شد.

## مفاد قطعنامه
با در نظرداشت گزارش ۱۵ سپتامبر ۲۰۰۸ مدیر کل آژانس بین‌المللی انرژی اتمی در خصوص اجرای پادمان پیمان منع گسترش سلاح‌های هسته‌ای (NPT) و مفاد قطعنامه‌های شورای امنیت (GOV/۲۰۰۸/۳۸)، با تأکید مجدد بر پایبندی خود بر معاهده منع گسترش سلاح‌های هسته‌ای،
1. با تأیید بیانیه رئیس شورا در تاریخ ۲۹ مارس ۲۰۰۶ (S/PRST/۲۰۰۶/۱۵) و قطعنامه ۱۶۹۶ شورای امنیت (مصوب ۳۱ اوت ۲۰۰۶)، قطعنامه ۱۷۳۷ (مصوب ۲۳ دسامبر ۲۰۰۶)، قطعنامه ۱۷۴۷ (مصوب ۲۴ مارس ۲۰۰۷) و قطعنامه ۱۸۰۳ (مصوب ۳ مارس ۲۰۰۸)؛
2. با نظرداشت بیانیه سوم مارس ۲۰۰۸ وزیران خارجه چین، فرانسه، آلمان، فدراسیون روسیه، بریتانیا و ایالات متحده آمریکا، با حمایت نماینده ارشد اتحادیه اروپا که بر رویکرد دووجهی در برخورد با برنامه اتمی ایران تأکید دارد؛
3. با تأیید پایبندی شورای امنیت به چارچوبی که پیش‌تر برای حل مسئله هسته‌ای ایران مورد توافق قرار گرفته و با استقبال از تداوم تلاش‌ها در این زمینه؛
4. از ایران می‌خواهد که بدون وقفه به تعهداتش در قبال قطعنامه‌های یادشده شورای امنیت عمل کند و خواسته‌های شورای حکام آژانس بین‌المللی انرژی اتمی را برآورده سازد.
5. تصمیم گرفته‌است موضوع را همچنان زیر نظر داشته باشد.